# Stams
Stams é um município da Áustria, situado no distrito de Imst, no estado do Tirol. Tem 33,55 km² de área e sua população em 2019 foi estimada em 1.495 habitantes.